# 介寿诒谋牌坊
介寿诒谋牌坊是一座初建于清代的石牌坊，原为嘉庆帝表彰萧凤来将军所建，位于惠东县多祝镇皇思扬村。原物文革中被毁，现在的牌坊系2008年搜集遗落的构件所重建，现为广东省文物保护单位。该牌坊四柱三开间，前后底部各置一对石狮及石鼓，脊部饰鲤鱼火球纹，最上正、背面分别刻“圣旨”、“恩荣”，再往下刻御题“介寿诒谋”四字，再往下分别刻圣旨、奏折。牌坊上还饰有人物、动物纹砖雕。